# Laspeyria obscura
Laspeyria obscura là một loài bướm đêm trong họ Erebidae.